# Alfabeto (teoria dei linguaggi formali)
Nell'ambito dei linguaggi formali, un alfabeto è un insieme finito di elementi, chiamati simboli o caratteri. Esempi di alfabeti sono l'alfabeto binario ({0,1}) e l'alfabeto italiano ({a,b,c,d,e,f,g,h,i,l,m,n,o,p,q,r,s,t,u,v,z}).

## Notazione
Dato un alfabeto Σ, la cardinalità di Σ si denota con |Σ|.